# Paul Wallot
Paul Wallot, född 26 juni 1841 i Oppenheim am Rhein, död 10 augusti 1912 i Langenschwalbach/Taunus), var en tysk arkitekt.
Wallot studerade i Hannover och från 1862 i Bauakademie i Berlin samt arbetade hos Martin Gropius, Richard Lucae och Friedrich Hitzig. Efter att 1868 ha besökt Italien och England slog han sig ned i Frankfurt am Main, där han lämnade ritningar till en mängd privat- och affärshus.
Hans rykte daterar sig från 1882, då han vann ett första, pris i tävlan om Riksdagshuset i Berlin (vid första tävlan 1872 hade Ludwig Bohnstedt vunnit priset, vid den förnyade tävlan gavs första priset såväl åt Wallot som åt Friedrich von Thiersch). Wallot erhöll uppdraget att leda byggnadens uppförande och flyttade till Berlin 1883. Hans ursprungliga ritningar möttes av skarp kritik från många håll, vilket ledde till genomgripande förändringar. När byggnaden, hållen i renässansstil, stod färdig 1894, uppvisade dess formspråk en tysk anda som gav uppslag till nya vägar inom landets arkitektur.
Wallot blev medlem av akademien i Berlin 1885 och Geheimes Baurat 1894. Samma år flyttade han till Dresden, där han blev professor vid akademien och tekniska skolan och vann det största erkännande. Han ritade även Reichstagspräsidialgebäude i Berlin (1897-1904) och Sächsischer Landtag i Dresden (1901-06).
År 1891 blev Wallot ledamot av svenska Konstakademien. Under striderna om riksbyggnaderna på Helgeandsholmen gjorde han på anmodan av "det stora motförslagets" förespråkare ett besök i Stockholm (september 1894) och avgav ett avstyrkande utlåtande mot valet av nämnda holme för de båda monumentalbyggnaderna.